# 마쓰이조촌
마쓰이조촌(松井庄村)은 효고현 다키군에 있던 촌이다. 현재의 단바사사야마시의 남단에 해당한다.